# Ceppaloni
Ceppaloni é uma comuna italiana da região da Campania, província de Benevento, com cerca de 3396 habitantes. Estende-se por uma área de 23 km², tendo uma densidade populacional de 148 hab/km². Faz fronteira com Altavilla Irpina (AV), Apollosa, Arpaise, Chianche (AV), Montesarchio, Roccabascerana (AV), San Leucio del Sannio, San Nicola Manfredi, Sant'Angelo a Cupolo.

## Demografia
| Variação demográfica do município entre 1861 e 2011                               |
|                                                                                   |
| Fonte: Istituto Nazionale di Statistica (ISTAT) - Elaboração gráfica da Wikipedia |